# Diego Collado
Diego Collado (en Latín: Didacus Colladus; fallecido en 1638) fue un misionero cristiano nacido a finales del siglo XVI en Miajadas (Extremadura,  España). Ingresó en la Orden de los Dominicos en el Convento de San Esteban de Salamanca alrededor del año 1600 y en 1619 partió al Japón.

## Obras
- Ars grammaticae Iaponicae lingvae (Ars grammaticae Japonicae linguae) (en latín, 1632).
- Dictionarivm sive thesavri lingvæ Iaponicæ compendivm (Dictionarium sive thesauri linguae Japonicae compendium) (en latín y español, 1632).
- Niffon no Cotõbani Yô Confesion / Modus Confitendi et Examinandi (en japonés y latín, 1632).
- Formula protestandae fidei (en latín).
- Historia eclesiástica de los sucesos de la cristianidad del Japón desde el año de MDCII, que entró en él la orden de predicadores hasta el de MDCXXI por el P. Hiacintho Orfanel, añadida hasta el fin del ano MDCXXII por el Padre Fray Diego Collado (en español, 1633).
- Dictionarium linguae sinensis cum explicatione latina et hispanica charactere sinensi et latino (latín y español, 1632).

- Datos: Q3027386